# Stylisma rotundifolia
Stylisma rotundifolia är en vindeväxtart som beskrevs av Homer Doliver House. Stylisma rotundifolia ingår i släktet Stylisma och familjen vindeväxter. Inga underarter finns listade i Catalogue of Life.